# Franz Carlier
Pour les articles homonymes, voir Carlier.
Franz Carlier (7 juillet 1924 - 9 septembre 2006), joueur de football belge attaquant du Standard de Liège entre 1945 et 1951.

## Biographie
Né le 7 juillet 1924 à Anvers (Belgique) dans une famille d'origine ardennaise, il grandit à Dolhain en province de Liège. À l'âge de 16 ans, il est remarqué par le club de Fléron, alors en deuxième division (première provinciale liégeoise), où il évoluera avant de rejoindre l'équipe du Standard de Liège en 1945 pour laquelle il participe à 154 matches au cours desquels il inscrit 93 buts. Il joue ensuite de 1951 à 1954 au RCS Verviétois, en deuxième division nationale.
Il est appelé à plusieurs reprises en équipe de Belgique de football mais ne compte aucune sélection.